# Batalha de Santa Inés
A Batalha de Santa Inés, ocorrida em 10 de dezembro de 1859 no estado de Barinas, na Venezuela, foi uma das acções mais importantes e decisivas da Guerra Federal, na qual triunfaram os federalistas sob o comando do general Ezequiel Zamora, as quais se enfrentaram contra as forças do governo conservador dirigidas pelo general Pedro Estanislao Ramos.

## Antecedentes
Após ser proclamado comandante-em-chefe das tropas insurrectas, agora sob o nome autoproclamado de Exército Federal, o general Ezequiel Zamora uniu forças com as tropas do general Juan Crisóstomo Falcón e se mobilizaram com a população de Barinas. As tropas federais vinham perseguidas pelo exército conservador, comandado pelo general Pedro Estanislao Ramos, quem havia recebido ordem do governo para “persegui-los e derrotá-los”.
As tropas combinadas dos generais Zamora e Falcón concentraram-se na população de Santa Inés, a 36 km de distância da cidade de Barinas no lado leste do rio Santo Domingo. Em 9 de dezembro de 1859 consolidou-se em Santa Inés o exército liberal, e terminaram-se as manobras de reagrupamento para fazer face às tropas do general Pedro Estanislao Ramos.

## Preparativos
Face à iminente batalha, o general Zamora propôs uma estratégia de “falsa retirada”, ou retirada táctica. A ideia do general Zamora era debilitar a linha frontal, fingindo uma retirada, para que as tropas governamentais carregassem através da aparente debilidade, e depois lançar um contra-ataque envolvente para as destruir.
Para cumprir com este plano, o general Zamora tomou as seguintes medidas: criar-se-ia uma trincheira de avançada na zona de Las Palmas, comandada pelos coronéis Jesús Hernández Hernández e León Hernández. Por trás deles, para perto de um moinho de vento e um povoado, a primeira linha de trincheiras de infantaria seria organizada pelo general Ignacio Ortiz, a segunda linha de trincheiras estaria 900 metros atrás da primeira e seria comandada pelo general Rafael Petit, a terceira linha de trincheiras estaria 800 metros atrás da segunda, sob comando do general Pedro Aranguren, finalmente a reserva estaria a outros 800 metros de distância, na população de Santa Inés.
Segundo o plano do General Zamora, ao iniciar-se as hostilidades na linha mais avançada, a trincheira de Las Palmas, as tropas liberais ofereceriam uma leve resistência às tropas governamentais, e retirar-se-iam de imediato à primeira linha de trincheiras. Ali as forças combinadas da linha avançada e da primeira linha de infantaria voltariam a oferecer uma falsa resistência e redesdobrar-se-iam à segunda linha de trincheiras. O processo devia repetir com a terça e quarta. Até que as tropas centrais chegassem esgotadas e desprevenidas a Santa Inés, onde as forças combinadas com a reserva dar-lhes-iam o golpe de misericórdia.

## Batalha

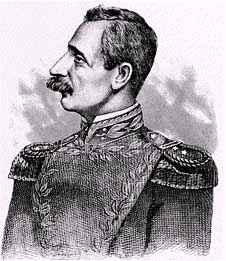
Ezequiel Zamora.

Em 10 de dezembro de 1859 começaram as hostilidades. O ataque das tropas governamentais foi dirigido pelo Coronel Jelambi quem cruzou o rio Santo Domingo e abriu fogo sobre a linha avançada de trincheiras em Las Palmas. Ali as tropas liberais executaram o plano do General Zamora, oferecendo uma falsa resistência e redesdobrando para o sistema de trincheiras na sequência programada. As forças oponentes contavam 2.500 soldados federais contra 3.200 soldados conservadores.
O plano saiu de acordo ao proposto pelo General Zamora. As tropas governamentais avançaram sem saber que as tropas liberais se fortaleciam ao se redesdobrar à cada novo sistema de trincheira. Não foram tampouco capazes, nenhum dos comandantes governamentais, de perceber o número real de efetivos que emassava Zamora. Quando entrou a noite e as tropas do exército governamental toparam com a última trincheira, o General Zamora deu a ordem de apresentar verdadeira batalha. As forças liberais que se haviam escondido e redesdobrado no sistema de trincheiras apareceram envolvendo às tropas governamentais, lhes causando grandes perdas. Nem sequer com o apoio da artilharia as tropas governamentais puderam tomar a última linha de trincheiras. Temendo que fossem aniquiladas por completo, e vendo a inutilidade de lutar contra o exército liberal que agora lhes rodeava, as tropas governamentais foram ordenadas a desistir e se retirar.

## Consequências
A vitória em Santa Inés deu-lhe forças aos generais Juan Crisóstomo Falcón e Ezequiel Zamora para sitiar Barinas, impedindo às forças governamentais saciar sua fome e sede, curar aos feridos ou repor suprimentos. Em 24 de dezembro, já sem possibilidades de resistir e enfermos, o exército centralista decide abandonar a cidade sem serem vistos. Inteirados da fuga, os federais iniciaram a perseguição, alcançando-lhes a três léguas de Barinas, Ocorrendo ali o combate de “El Carozo”, onde os federais sofreram uma derrota tática, pois exauriram suas munições.
À espera de reforços, o General Zamora, para impedir ataques inimigos aos quais não podiam responder por falta de munições, abriu fogo aos pajonales que os separavam deles, lhes impedindo atacar e permitindo a espera de suas forças de apoio, com as quais pôde reiniciar a perseguição. Nas orlas do rio Curbatí atingiram aos oficialistas, os quais se dispersaram, tomados pelo pânico.
Os federais ingressaram em Barinas e decidiram tomar Caracas, para o qual dirigiram-se primeiro para San Carlos, pensando depois passar por Valência, para finalmente culminar na ansiada capital. Zamora, traído por seus próprios homens, possivelmente Falcón e Guzmán Blanco, foi assassinado em 10 de janeiro de 1860. Ainda não existe clareza sobre este facto. As baixas na Batalha de Santa Inês foram de 800 mortos e 1 400 feridos e prisioneiros no lado federalista, com o exército conservador sofrendo 200 mortos.

## Cultura popular
Os romances Cantaclaro (1934) e Pobre Negro (1937) escritas por Rómulo Gallegos dão uma aproximação positivista e realista do levante camponês de 1846–1847 e da Guerra Federal. Num dos parágrafos da novela Cantaclaro, o Diabo, que simula a oligarquia conservadora, desafia Florentino a enfrentá-lo em Santa Inés para um duelo.